# Ő

Malé a velké písmeno ő

Ő (minuskule ő) je písmeno latinky, které se používá v maďarštině a faerštině. Bylo vytvořeno v 19. století spolu s písmenem ű. Je to jedno ze tří písmen latinky, která mají dvě čárky.

## Maďarština
V maďarštině je ő ekvivalentem dlouhé varianty písmene ö.

## Faerština
Ve faerštině se ő často používá při psaní psacím písmem jako alternativa k písmenu ø.

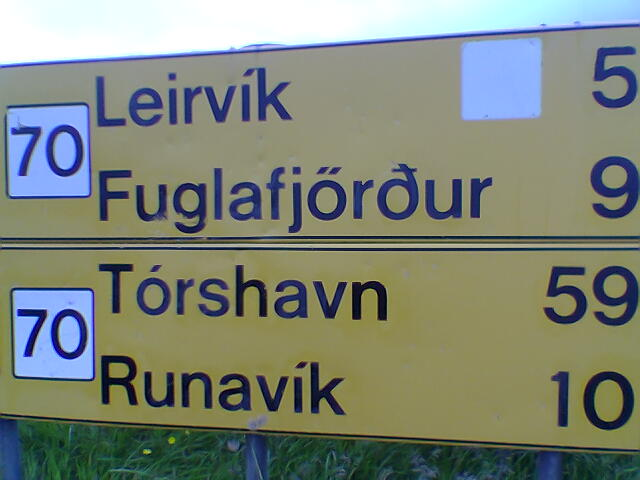
přiklad použití ő místo ø na faerské dopravní značce (město Fuglafjørður)